# A Birgenair 301-es járatának katasztrófája
A Birgenair 301-es járata egy Németországba induló éjszakai charterjárat volt 1996. február 6-án, melyet a Birgenair egyik partnere, az Alas Nacionales légitársaság indított. A járatot adó TC-GEN lajstromjelű Boeing 757–225 típusú gép előzőleg több hétig vesztegelt a reptéren, mert a kevés utas miatt nem volt gazdaságos elindítani. A gép Puerto Platától (Dominikai Köztársaság) 26 km-re északkeletre zuhant le az Atlanti-óceánba, nem sokkal azután, hogy a repülőtérről felszállt.

## A baleset
A felszállás közben 23 óra 42 perckor a kapitány észlelte, hogy a sebességmérője helytelen értéket mutat. A másodpilóta oldalán lévő műszer működött, ezért úgy döntött nem szakítja meg a felszállást. Emelkedés közben úgy tűnt a kapitány sebességmérője ismét működik. Valójában azonban a műszer csak a külső nyomás változására reagált. Ekkor bekapcsolták a robotpilótát. Nem sokkal ezután két figyelmeztető jelzés is kigyulladt: oldalkormány kitérítés és túl nagy sebesség. A robotpilóta ugyanis a kapitány oldalán lévő sebességmérőből kapta az adatokat. A kapitány azt hitte, hogy mindkét sebességmérő elromlott, pedig a másodpilótáé végig helyesen működött. A robotpilóta ezután, mivel a beérkező adatok szerint túl nagy volt a sebesség felhúzta a gép orrát, amitől a gép lassulni kezdett. Újabb hibaüzenet érkezett: túl nagy sebesség. Ezzel egyidejűleg a botkormányok rázkódni kezdtek, ami a túl lassú sebességre és a közeli átesésre figyelmeztette a pilótákat. A két egymással teljesen ellentétes hibaüzenet miatt a személyzet teljesen összezavarodott. A kapitány végül a sebesség csökkentése mellett döntött, amitől a gép átesett és zuhanni kezdett. A pilótáknak le kellett volna nyomni a gép orrát, amivel növelhették volna a sebességet és kihozhatták volna a zuhanásból, ehelyett azonban maximum tolóerőt adtak. Mivel a gép zuhanásban volt, a hajtóművek nem bírták a hatalmas terhelést. A bal oldali hajtómű ezután végleg leállt és a gép átfordult a bal szárny körül, majd spirális mozgásba kezdett, nem sokkal később pedig nagy sebességgel az óceánba csapódott. A katasztrófát senki sem élhette túl.

## A nyomozás
A kivizsgálók hamarosan a helyszínre értek és elkezdték felderíteni a katasztrófa okait. A víz felszínén úszó roncsdarabokat összegyűjtötték, pár héttel később pedig felhozták a feketedobozokat is. A pilótafülke hangrögzítője és a repülési adatrögzítő tanulmányozása után rájöttek baleset okaira. A kapitány oldalán lévő sebességmérő Pitot-csövének eltömődését valószínűleg a Dominikai Köztársaságban honos Kaparódarázs fészke okozta. A repülő 25 napos veszteglése alatt ugyanis nem látták el a Pitot-csöveket védőtakaróval. Emiatt mutatott tehát a kapitány sebességmérője helytelen értékeket és ez indította el az események végzetes láncolatát.
A kivizsgálók ezután elvégeztek egy kísérletet a legmodernebb Boeing 757 szimulátorban. A körülmények ugyanolyanok voltak mint Birgenair gépén. A szimulátorban próbára tett pilóták szintén nem tudták volna lehozni a gépet. Ezután elmondták, hogy a túl nagy sebességre figyelmeztető jelzés és a botkormányok egyidejű rázkódása teljesen elbizonytalanítja a pilótákat. A Boeing ezután módosította gépein ezeket a figyelmeztető jelzéseket, a pilóták képzésébe pedig beépítették az eltömődött Pitot-cső okozta hibák kezelését.